# 阎维仁
阎维仁（1918年—？），男，直隶（今河北）安次人，中国体育科学家、体育报刊编辑，曾任中国体育科学学会委员，第六、七届全国政协委员。